# Olimpiada Wassiljewna Koslowa
Olimpiada Wassiljewna Koslowa (russisch Олимпиада Васильевна Козлова; * 24. Julijul. / 6. August 1906greg. in der Pokrowskaja Sloboda; † 7. Dezember 1986 in Moskau) war eine sowjetische Ökonomin und Hochschullehrerin.

## Leben
Koslowa stammte aus einer Fischerfamilie und begann mit 10 Jahren im Pokrowsker Fischer-Artel zu arbeiten. In den 1920er Jahren arbeitete sie als Dreherin im Karbolit-Werk in Orechowo-Sujewo und dann im Moskauer Moselektrik-Werk.
Von 1927 bis 1932 war Koslowa Sekretärin des Siedlungssowjets der Siedlung Tschornoje-Osero (Rajon Schatura), dessen Vizevorsitzende sie dann wurde. Gleichzeitig verbesserte sie ihre Bildung und studierte am Moskauer Institut für Sowjetischen Kooperativen Handel und am Moskauer Pädagogik-Institut (Abschluss 1937). Währenddessen unterrichtete sie und leistete Parteiarbeit. Nach der dreijährigen Aspirantur am Moskauer Plechanow-Wirtschaftsinstitut verteidigte sie 1940 ihre Dissertation mit Erfolg für die Promotion zur Kandidatin der ökonomischen Wissenschaften.
Bei Beginn des Deutsch-Sowjetischen Kriegs arbeitete Koslowa bei der Aufstellung von Divisionen mit und bereitete sich auf Führungsaufgaben bei der Untergrundarbeit für den Fall der Besetzung Moskaus durch die deutsche Wehrmacht vor. Während und nach dem Krieg arbeitete sie als Parteisekretärin.
Koslowa wurde 1950 Rektorin des Moskauer Ordschonikidse-Instituts für Wirtschaftsingenieurwesen (MIEI, seit 1998 Staatliche Universität für Management). In kurzer Zeit wandelte sie die Hochschule zu einer der führenden Wirtschaftshochschulen der UdSSR um. Die ursprüngliche Aufgabe war die Ausbildung von Wirtschaftsingenieuren für die sozialistische Produktion. Sie änderte die Zielsetzung, sodass nun für die Ausbildung des Führungspersonals der Schwerpunkt das Management war. 1958 wurden am Institut das Forschungslaboratorium für Wirtschaft und Produktionsorganisation und eines der ersten wissenschaftlichen Rechenzentren gegründet. Sie verteidigte 1960 im zweiten Versuch am Moskauer Finanzinstitut ihre Doktor-Dissertation über die Probleme der Erhöhung des kulturellen und technischen Bildungsniveaus der Industriearbeiter der UdSSR mit Erfolg für die Promotion zur Doktorin der ökonomischen Wissenschaften. Es folgte die Ernennung zur Professorin. Sie leitete den 1965 gegründeten ersten Lehrstuhl für Management-Theorie. 1969 wurde das MIEI mit dem Orden des Roten Banners der Arbeit ausgezeichnet.
Koslowa starb am 7. Dezember 1986 in Moskau und wurde auf dem Kunzewoer Friedhof begraben.
Die Enkelin Koslowas und Phlox-Züchterin Jelena Alexejewna Konstantinowa nannte eine ihrer Pflanzen Olimpiada.

## Ehrungen, Preise
- Orden des Roten Banners der Arbeit (1942, 1961)[1]
- Orden des Roten Sterns (1943)[1]
- Orden des Vaterländischen Krieges I. Klasse (1947)
- Leninorden (1967, 1976)[1]
- Orden der Oktoberrevolution (1971)
- Ehrendoktor der Wirtschaftsuniversität Prag (1973)
- Orden der Völkerfreundschaft (1981)
- 3 Goldmedaillen der Ausstellung der Errungenschaften der Volkswirtschaft der UdSSR
- Ehrenbürgerin der Stadt Engels (2008 postum)